# アガルアニメ
- CBCテレビ > アガルアニメ
- アニメ > テレビアニメ > TBS系アニメ > アガルアニメ
- テレビ番組 > 深夜番組 > 深夜アニメ > アガルアニメ

『アガルアニメ』は、2024年4月7日からCBCテレビの制作により、TBS系列各局で毎週日曜23時30分 - 月曜0時00分（JST）に放送されている深夜アニメ番組の放送枠レーベル。
本項では、本枠以外で放送されたCBCテレビ製作の深夜アニメ作品についても併せて記述する。

## 概要
コンセプトは「名古屋から、日本から、世界がアガるアニメを届ける」。
TBS系列各局では、2011年4月よりCBCテレビが制作する全国ネットの30分番組が日曜23時台後半に放送されている。その最初の番組である『ホンネ日和』の放送開始以降、ドキュメンタリー番組あるいはバラエティ番組を継続して放送していたが、2024年4月の番組改編にて、これを本アニメ番組枠に転換した。
本局が全国ネットのアニメ番組枠を制作するのは、2001年10月から2003年9月まで土曜7:30枠で放送された『星のカービィ』の終了後、ドラマ・特撮番組枠に転換して以来20年半ぶりであり、深夜帯では初めてのことである。。
本局の深夜アニメ番組枠においてレーベル名称が使用されるのは、2013年1月期放送の『琴浦さん』まで使用されたローカル深夜アニメ枠『あにせん』以来となり、約11年ぶりのレーベル名称復活となった。また、本枠開始と同時にローカル深夜アニメ枠についても『アガルアニメ Type-C』と公式サイト上では銘打たれるようになった。
本枠公式サイトではそれぞれの放送作品について「〜アガル」のキーワードが紹介されていたが、『戦隊大失格』（2nd season）以降は行われなくなった。
EPG（電子番組表）において、『アガルアニメ』枠では番組タイトル内にレーベル名称を記載しているが、『アガルアニメ Type-C』枠ではレーベル名称を記載していない。
放送開始時に挿入される5秒間のジングルは作品ごとに専用のものが制作されており、特に『キン肉マン』仕様のジングルと『ガチアクタ』仕様のジングルは複数のバージョンが制作された。
本局は2025年3月期の決算発表で、本枠について、「数ある全国ネットのアニメ枠のなかでも注目の枠となっており、視聴率も好調で幸先のよいスタートを切った」とコメントしている。

## 放送作品一覧
|   | 作品名                                     | 放送期間                 | 話数 | アニメーション制作 | 共同製作局 | 備考 |
| - | ------------------------------------------ | ------------------------ | ---- | ------------------ | ---------- | --- |
| 1 | 転生貴族、鑑定スキルで成り上がる （第1期） | 2024年4月7日 - 6月23日   | 12   | studioMOTHER       |            | キーワードは「成りアガル」。 |
| 2 | キン肉マン 完璧超人始祖編 （Season 1）     | 2024年7月7日 - 9月22日   | 12   | Production I.G     | BS11       | キーワードは「勝ちアガル」。 CBCテレビは製作委員会には参加せず、企画協力としてクレジット。 前作までは日本テレビ系列ほかにて放送。 放送開始前週の6月30日には特別番組が放送された。 |
| 3 | 転生貴族、鑑定スキルで成り上がる （第2期） | 2024年9月29日 - 12月22日 | 12   | studioMOTHER       |            | |
| 4 | キン肉マン 完璧超人始祖編 （Season 2）     | 2025年1月12日 - 3月30日  | 11   | Production I.G     | BS11       | CBCテレビは製作委員会には参加せず、企画協力としてクレジット。 |
| 5 | 戦隊大失格（2nd season）                   | 2025年4月13日 - 6月29日  | 12   | Yostar Pictures    | TBSテレビ  | 1st seasonはTBSテレビが制作する日曜16:30枠で放送された。 CBCテレビは2nd seasonから製作委員会に参加。                                                                              |
| 6 | ガチアクタ                                 | 2025年7月6日 -           |      | ボンズフィルム     |            | 7月20日は第27回参議院議員通常選挙に伴う『選挙の日』放送のため休止。 |

### 特番『アガル BL ナイト！』内で放送された作品
ここには『アガルアニメ』枠で放送の特別番組『アガル BL ナイト！』内で放送された単発スペシャルアニメを記載。
|   | 作品名                 | 放送日       | アニメーション制作 | 備考 |
| - | ---------------------- | ------------ | ------------------ | ---- |
| 1 | 猫になりたい田万川くん | 2025年1月5日 | aeonium            |      |
| 2 | たまらないのは恋なのか | 2025年4月6日 | aeonium            |      |

## 放送局

### 地上波
| 放送期間       | 放送時間               | 放送局                               | 対象地域 | 備考                      |
| -------------- | ---------------------- | ------------------------------------ | -------- | ------------------------- |
| 2024年4月7日 - | 日曜 23:30 - 月曜 0:00 | CBCテレビ（制作局）ほかTBS系列全28局 | 日本国内 | 字幕放送 / 連動データ放送 |

### BS・CS放送
製作に参加している作品は太字で記載する。各放送局での放送期間や放送時間については、各作品の項目を参照。

## アガルアニメ Type-C
『アガルアニメ』枠が新設された2024年4月期より、CBCテレビのローカル編成の深夜アニメ番組枠の一部に枠レーベルを付与する形で新設。CBCテレビの枠名称が付与されたローカル編成深夜アニメ枠としては、2000年代に枠名称が用いられた『あにせん』枠以来となり、最後に『あにせん』枠としてCBCテレビで放送された『琴浦さん』以来、約11年ぶりの枠レーベル復活となった。放送作品については原則として新作のアニメを流すものの時折新作アニメが放送されないクールがあり、その場合は本放送時点では東海地方未放送のアニメからCBCテレビで独自に購入して遅れネットで流す場合がある。

### 放送作品一覧（アガルアニメ Type-C）
放送時間はCBCテレビのもの。ここでは『アガルアニメ』の公式サイトに掲載されているものの、番組表上では『アニメイズム』枠となっている作品も記載する。
備考欄の記号の凡例
- ○ - 毎日放送・TBSテレビ・BS-TBSの深夜アニメ枠『アニメイズム』にて放送された作品（CBCテレビでは『アガルアニメ Type-C』枠）。
- ● - 毎日放送・TBSテレビ・BS-TBSの深夜アニメ枠『アニメイズム』にて放送された作品（CBCテレビでも『アニメイズム』の枠名称を使用）。

|    | 作品名                                                  | 放送期間                     | 放送時間                     | 製作局                       | 備考 |
| -- | ------------------------------------------------------- | ---------------------------- | ---------------------------- | ---------------------------- | ---- |
| 1  | ハイキュー!!ベストバウト傑作選（再放送）                | 2024年4月7日 - 6月30日       | 日曜 2:03 - 2:33（土曜深夜） | 毎日放送                     | ○    |
| 2  | HIGHSPEED Étoile                                        | 2024年4月7日 - 6月23日       | 日曜 2:39 - 3:09（土曜深夜） | 毎日放送                     | ○    |
| 3  | ぽんのみち                                              | 2024年6月29日 - 9月14日      | 日曜 2:39 - 3:09（土曜深夜） | 毎日放送                     | ○    |
| 4  | 僕の妻は感情がない                                      | 2024年7月21日 - 10月20日     | 日曜 2:03 - 2:33（土曜深夜） | 毎日放送 TOKYO MX BS朝日     |      |
| 5  | 魔法使いになれなかった女の子の話                        | 2024年10月5日 - 12月21日     | 土曜 1:53 - 2:23（金曜深夜） |                              | ●    |
| 6  | トリリオンゲーム                                        | 2024年10月6日 - 2025年4月6日 | 日曜 2:39 - 3:09（土曜深夜） | AT-X サンテレビ TBSテレビ    |      |
| 7  | 俺だけレベルアップな件 Season 2 -Arise from the Shadow- | 2025年1月5日 - 3月30日       | 日曜 2:03 - 2:33（土曜深夜） |                              |      |
| 8  | 日本へようこそエルフさん。                              | 2025年1月11日 - 3月29日      | 土曜 1:53 - 2:23（金曜深夜） | 毎日放送 BS11 AT-X           | ●    |
| 9  | 戦隊大失格（1st season・再放送）                        | 2025年1月14日 - 4月1日       | 火曜 2:11 - 2:41（月曜深夜） | TBSテレビ                    |      |
| 10 | 炎炎ノ消防隊 参ノ章（第1クール）                        | 2025年4月5日 - 6月21日       | 土曜 1:53 - 2:23（金曜深夜） | 毎日放送                     | ●    |
| 11 | ざつ旅-That's Journey-                                  | 2025年4月8日 - 6月24日       | 火曜 2:11 - 2:41（月曜深夜） | AT-X 読売テレビ BS11         |      |
| 12 | ネクロノミ子のコズミックホラーショウ                    | 2025年7月2日 -               | 水曜 2:33 - 3:03（火曜深夜） | TOKYO MX 関西テレビ BS日テレ |      |
| 13 | 追放者食堂へようこそ!                                   | 2025年7月4日 -               | 金曜 2:08 - 2:38（木曜深夜） | CBCテレビ AT-X BS11 TOKYO MX |      |
| 14 | ずたぼろ令嬢は姉の元婚約者に溺愛される                  | 2025年7月5日 -               | 土曜 1:53 - 2:23（金曜深夜） | 毎日放送                     | ●    |
| 15 | 彼女、お借りします（第4期・第1クール）                  | 2025年7月5日 -               | 土曜 2:23 - 2:53（金曜深夜） | 毎日放送                     | ●    |

## ライトアニメ
大日本印刷とイマジカインフォスによるアニメプロジェクトとして開始された。CBCテレビでの放送の際に、『ライトアニメ』の枠名称が使用されている。

### 放送作品一覧（ライトアニメ）
放送時間はCBCテレビのもの。
|   | 作品名                                                | 放送期間                  | 放送時間                     | 話数 | アニメーション制作                | 備考                   |
| - | ----------------------------------------------------- | ------------------------- | ---------------------------- | ---- | --------------------------------- | ---------------------- |
| 1 | まぁるい彼女と残念な彼氏 （第1話 - 第6話）            | 2024年6月8日 - 7月13日    | 土曜 1:56 - 2:11（金曜深夜） | 6    | Imagica Infos、 Imageworks Studio |                        |
| 2 | 未来の黒幕系悪役令嬢モリアーティの 異世界完全犯罪白書 | 2024年7月20日 - 8月31日   | 土曜 1:56 - 2:11（金曜深夜） | 6    | Imageworks Studio                 |                        |
| 3 | 監禁区域レベルX（第1期）                              | 2024年9月7日 - 10月12日   | 土曜 1:56 - 2:11（金曜深夜） | 6    | Imagica Infos、 Imageworks Studio | [ 注 7 ]               |
| 4 | まぁるい彼女と残念な彼氏 （第7話 - 第12話）           | 2024年11月16日 - 12月21日 | 土曜 2:23 - 2:40（金曜深夜） | 6    | Imagica Infos、 Imageworks Studio |                        |
| 5 | 監禁区域レベルX（第2期）                              | 2025年2月22日 - 3月29日   | 土曜 2:23 - 2:40（金曜深夜） | 6    | Imagica Infos、 Imageworks Studio |                        |
| 6 | 傷だらけ聖女より報復をこめて                          | 2025年7月13日 -           | 日曜 2:43 - 2:58（土曜深夜） |      | Imagica Infos、 Imageworks Studio | テレビ神奈川でも放送。 |

## その他のCBCテレビ製作深夜アニメ
放送時間はCBCテレビのもの。
|    | 作品名                                    | 放送期間                      | 放送時間                     | 共同製作局                      | 備考                                                                                     |
| -- | ----------------------------------------- | ----------------------------- | ---------------------------- | ------------------------------- | ---------------------------------------------------------------------------------------- |
| 1  | 最終兵器彼女                              | 2002年7月3日 - 10月2日        | 木曜 1:55 - 2:25（水曜深夜） |                                 |                                                                                          |
| 2  | 京極夏彦 巷説百物語                       | 2003年10月4日 - 12月27日      | 土曜 1:35 - 2:05（金曜深夜） | RKB毎日放送 中国放送            |                                                                                          |
| 3  | 砂ぼうず                                  | 2004年10月5日 - 2005年3月29日 | 火曜 1:30 - 2:00（月曜深夜） | 東北放送 北海道放送 RKB毎日放送 |                                                                                          |
| 4  | ウィッチブレイド                          | 2006年4月6日 - 9月21日        | 木曜 1:45 - 2:15（水曜深夜） |                                 | 16:9デジタルマスター制作。                                                               |
| 5  | RAY THE ANIMATION                         | 2006年4月6日 - 6月29日        | 木曜 2:15 - 2:45（水曜深夜） | 東北放送 北海道放送 RKB毎日放送 |                                                                                          |
| 6  | 銀河鉄道物語 〜永遠への分岐点〜           | 2006年10月5日 - 2007年3月29日 | 木曜 1:45 - 2:15（水曜深夜） |                                 |                                                                                          |
| 7  | ロミオ×ジュリエット                       | 2007年4月5日 - 9月27日        | 木曜 1:45 - 2:15（水曜深夜） |                                 | ハイビジョン制作。データ放送を実施。                                                     |
| 8  | のらみみ                                  | 2008年1月10日 - 3月27日       | 木曜 1:45 - 2:15（水曜深夜） |                                 |                                                                                          |
| 9  | イタズラなKiss                            | 2008年4月10日 - 9月25日       | 木曜 1:50 - 2:20（水曜深夜） |                                 |                                                                                          |
| 10 | のらみみ2                                 | 2008年10月2日 - 12月18日      | 木曜 1:29 - 2:00（水曜深夜） |                                 |                                                                                          |
| 11 | 鉄のラインバレル                          | 2008年10月4日 - 2009年3月21日 | 土曜 2:30 - 3:00（金曜深夜） |                                 |                                                                                          |
| 12 | 戦国BASARA                                | 2009年4月2日 - 6月18日        | 木曜 1:29 - 1:59（水曜深夜） | 毎日放送                        |                                                                                          |
| 13 | うみものがたり 〜あなたがいてくれたコト〜 | 2009年6月25日 - 9月17日       | 木曜 1:29 - 1:59（水曜深夜） |                                 |                                                                                          |
| 14 | ジドウスポーツ                            | 2010年2月2日 - 3月19日        | 不定期放送                   |                                 | 15分枠。                                                                                 |
| 15 | Angel Beats!                              | 2010年4月3日 - 6月26日        | 土曜 2:00 - 2:30（金曜深夜） | 毎日放送                        |                                                                                          |
| 16 | ラストエグザイル-銀翼のファム-            | 2011年10月8日 - 2012年3月24日 | 土曜 2:00 - 2:30（金曜深夜） |                                 | データ放送を実施。CBCロゴ制作クレジット初使用。                                          |
| 17 | 琴浦さん                                  | 2013年1月11日 - 3月29日       | 金曜 2:00 - 2:30（金曜深夜） |                                 |                                                                                          |
| 18 | やくならマグカップも                      | 2021年4月3日 - 6月26日        | 土曜 0:55 - 1:25（金曜深夜） | CBCラジオ TOKYO MX BS11         | MBSメディアホールディングス傘下のZipangも製作委員会に参加。 アニメと実写の混合編成番組。 |
| 19 | やくならマグカップも 二番窯               | 2021年10月2日 - 12月18日      | 土曜 1:55 - 2:25（金曜深夜） | CBCラジオ TOKYO MX BS11         | MBSメディアホールディングス傘下のZipangも製作委員会に参加。 アニメと実写の混合編成番組。 |
| 20 | でんでんの電脳電車                        | 2023年4月13日 - 6月29日       | 木曜 1:35 - 1:42（水曜深夜） |                                 | 7分枠。                                                                                  |
| 21 | 変人のサラダボウル                        | 2024年4月19日 - 7月5日        | 金曜 1:36 - 2:06（木曜深夜） | TBSテレビ BS11                  |                                                                                          |